# Rafael Bardem
Rafael Bardem, all'anagrafe Rafael Bardem Solé (Barcellona, 10 gennaio 1889 – Madrid, 6 novembre 1972), è stato un attore spagnolo.

## Biografia
Rafael Bardem nasce il 10 gennaio 1889 a Barcellona, Catalogna. Era sposato con l'attrice spagnola Matilde Muñoz Sampedro nel 1918, da cui nascono 2 figli Pilar Bardem e Juan Antonio Bardem. È noto per il film Nunca pasa nada (1963), Los Ladrones somos gente honrada (1956) e Ho giurato di ucciderti (1958). Morì il 6 novembre 1972 a Madrid.

## Teatro
- Un marido de ida y vuelta (1939)
- El nido ajeno (1939)
- Carlo Monte en Monte Carlo (1939)
- Las siete vidas del gato (1944)
- El caso de la mujer asesinadita (1946)
- Un espíritu burlón (1946)
- Plaza de Oriente (1947)
- Don Juan Tenorio (1948)
- Hamlet (1949)
- Veinte y cuarenta (1951)
- Llama un inspector (1951)
- Entre bobos anda el juego (1951)
- Ruy Blas (1952)
- El alcalde de Zalamea (1952)
- Casi un cuento de hadas (1953)
- La importancia de llamarse Ernesto (1953)
- Irene o el tesoro (1954)
- El caso de la señora estupenda (1953)
- El caso del señor vestido de violeta (1954)
- El caso del hombre perdido (1956)

## Filmografia

### Cinema
- Mauricio o Una víctima del vicio, regia di Enrique Jardiel Poncela (1940)

- Tierra y cielo, regia di Eusebio Fernández Ardavín (1941)
- El clavo, regia di Rafael Gil (1944)
- Empezó en boda, regia di Raffaello Matarazzo (1944)
- El obstáculo, regia di Ignacio F. Iquino (1945)
- Senda ignorada, regia di José Antonio Nieves Conde (1946)
- Mariona Rebull, regia di José Luis Sáenz de Heredia (1947)
- Voragine (Nada), regia di Edgar Neville (1947)
- Barrio, regia di Ladislao Vajda (1947)
- Luis Candelas, el ladrón de Madrid, regia di Fernando Alonso Casares (1947)
- Canción de medianoche, regia di Antonio de Lara (1947)
- Angustia, regia di José Antonio Nieves Conde (1947)
- Revelación, regia di Antonio de Obregón (1948)
- L'urlo, regia di Ferruccio Cerio (1948)
- La vida encadenada, regia di Antonio Román (1948)
- Brindis a Manolete, regia di Florián Rey (1948) - non accreditato
- La fiesta sigue, regia di Enrique Gómez (1948)
- Sabela de Cambados, regia di Ramón Torrado (1949)
- Eroi senza gloria (La mies es mucha), regia di José Luis Sáenz de Heredia (1949)
- Romanzo d'una donna perduta (Una mujer cualquiera), regia di Rafael Gil (1949)
- Pacto de silencio, regia di Antonio Román (1949)
- Siempre vuelven de madrugada, regia di Jerónimo Mihura (1949)
- Vendaval, regia di Juan de Orduña (1949)
- El santuario no se rinde, regia di Arturo Ruiz-Castillo (1949)
- Esa pareja feliz (1951)
- El cerco del diablo (1952)
- Sor intrépida (1952)
- Gli amanti di Toledo, regia di Henri Decoin e Fernando Palacios (1953)
- Todo es posible en Granada (1954)
- El tren expreso (1954)
- El beso de Judas (1954)
- Historias de la radio (1955)
- Manolo, guardia urbano (1956)
- Los ladrones somos gente honrada (1956)
- Totò, Vittorio e la dottoressa, regia di Camillo Mastrocinque (1957)
- Faustina (1957)
- ¿Dónde vas, Alfonso XII? (1958)
- Gayarre (1959)
- La novia de Juan Lucero (1959)
- La casa de la Troya (1959)
- Sonatas (1959)
- Siega verde (1960)
- La rosa roja (1960)
- La mentira tiene cabellos rojos (1960)
- El litri y su sombra (1960)
- Il figlio del capitan Blood (El hijo del capitán Blood), regia di Tulio Demicheli (1962)
- Nunca pasa nada (1963)
- Historia de una noche (1963)
- Misión Lisboa (1965)
- Agente X 1-7 operazione Oceano, regia di Tanio Boccia (1965)
- 7 pistole per i MacGregor, regia di Franco Giraldi (1966)
- La mujer perdida (1966)
- Buenos días, condesita (1966)
- Del amor y otras soledades (1969)